# Gojko Bjedov
Gojko Bjedov (1913 — 1937), apsolvent agronomije i španski borac.

## Biografija
Rođen je 1913. godine u Kninu. Godine 1930. prešao je iz Šibenika u splitsku realnu gimnaziju. 1933. godine dolazi u Zemun na poljoprivredni fakultet. Na fakultetu je uzeo učešća u velikim studentskim demonstracijama u maju 1934. godine, 1. februara 1935. itd, kao predvodinik studenata poljoprivredno-šumarskog fakulteta.
Školske 1935/36. godine, Gojko je bio prvi knjižničar Udruženja studenata agronomije, čiju je knjižnicu, bogatu stručnom litaraturom, potpuno reorganizovao i uredio. Iduće školske godine on je predsedik Udruženja. Uprkos obilnog rada u Udruženju, on je našao vremena da sa nekoliko drugova osnuje krajem 1935. pri fakultetu menzu, kojom je i rukovodio, a sledeće godine je izabran za predsednika. 
Gojko Bjedov se odlučio da ide u Španiju, a priliku za to dobio je u julu 1937. godine kada je s nekoliko svoji drugova studenata i radnika otputovao. On je pred odlazak, svesno shvatajući svoje dužnosti kao predsednika Studentse menze, pregledao sve knjige i, pošto je bio završen rad jedne školske godine, sve pripremio za izveštaj za godišnju skupštinu, koja je trebalo da se održi bez njegovog prisustva.
24. avgusta 1937. godine započela je na aragonskom frontu velika ofanziva Republikanske vojske. Bataljon „Dimitrov“, u kome se Gojko Bjedov borio, imao je sa drugim bataljonima svoje brigade zadatakda zauzme jako utvrđen grad Quinto. Gojko Bjedov je bio puško-mitraljezac drugog voda čete „Matija Gubec“. Bataljon se približio fašističkim rovovima pred Quintom na 4.000 metara i borci su zauzeli pozicije, čekajući da artiljerija i avijacija pripremi juriš. 
Oko podne tog dana došli su tenkovi Republikanske vojske, pa su jedinice krenule u napad. Od metka sa tornja gradske crkve, pao je Gojko Bjedov. Poslednje reči su mu bile Idite, drugovi, i nastavite borbu, ja dalje ne mogu.